# Anii 1550
Secole: Secolul al XV-lea - Secolul al XVI-lea - Secolul al XVII-lea
Decenii: Anii 1500 Anii 1510 Anii 1520 Anii 1530 Anii 1540 - Anii 1550 - Anii 1560 Anii 1570 Anii 1580 Anii 1590 Anii 1600
Ani: 1550 1551 1552 1553 1554 1555 1556 1557 1558 1559